# Daniel Villarreal
Daniel Villarreal (19 novembre 1960) è un attore statunitense.

## Filmografia parziale
- Miami Vice - serie TV, episodio 5x11 (1989)
- Getaway (1994)
- Speed (1994)
- Il genio della truffa (2003)